# Lundby, Mjölby

Lundby är en medeltida gård i Mjölby socken, Mjölby kommun, Östergötlands län, den tillhörde tidigare Sörby socken. 

## Historia
Lundby nämns första gången 1365 då Nils Håkansson och hans fru Iliana sätter sin dotter i Skänninge kloster och ger då 1 åtting jord av Lundby till klostret. Ingeborg Bosdotter och hennes man, östgötalagmannen Bo Jonsson (Grip), stiftade 1370 en "cantoria" vid Linköpings domkyrka, bestämde att höra till den av östgötalagmannen och drotsen, herr Knut Jonsson (Aspenäsätten) i livstiden i samma kyrka grundade prebende, och anslå härför bland annat 4 ⁄2 åtting i Lundby jämte kvarn i Mjölby gård, med mera. 1393 sätter dekanen Henrik Henikosson i Uppsala sitt syskonbarn, Ingeborg, änka efter Hartlef Bock i Skänninge, i Vadstena kloster. Han skänker då till klostret 1 1⁄4 åtting av Lundby frälsegods, som han ärvt efter biskop Nils Hermansson i Linköping stift som var hans morbror. Kallas 1397 Lyndby då Ingeborgs son Peter Hartlefsson stadfäster alla moderns anordningar efter mannens död, särskilt med avseende på gåvorna till nämnda kloster för sig och hennes dotter Gärdika, som redan förut ingivits till klostret. Omkring 1400 arrenderade på livstid Nils Knutsson (båt) och hans hustru Ingeborg Svensdotter Lundby av Vadstena kloster. År 1414 ålades vid räfsteting herr Karls av Tofta arvingar att inom 6 veckor bevisa sin lagliga åtkomst av Sörby, Sörbytorp och Lundby samt en kvarn i Mjölby, på vilka herr Martin, kantor i Linköping, framlagt anspråk.

## Areal
Lundby bestod av 3 1⁄8 mantal. 1⁄2 var komministerboställe och resterande 2 5⁄8 mantal hade sex ägare år 1918.